# Prix Jazz Classique
Le Prix Jazz Classique est décerné chaque année par l'Académie du Jazz. Il récompense le meilleur album ou le meilleur musicien de jazz classique de l'année. La sélection est internationale et elle peut concerner soit un album sorti récemment, soit une réédition.
Le Prix Jazz Classique doit relever d’une expression classique du jazz, comprenant les esthétiques du jazz traditionnel des origines jusqu'au style bebop non inclus.
L'ancien Prix Sidney Bechet qui fut décernée par cette même académie entre 1970 et 2003 a été rebaptisé Prix Jazz Classique en 2004.

## Liste des lauréats
- 2004 : Nicolas Peslier[1]
- 2005 : Rossano Sportiello (de) / pour l’album Piano on my Mind, (Jazz Connaisseur/Jazztrade)[2]
- 2006 : Jelly Roll Morton / pour l'album The Complete Library of Congress Recordings by Alan Lomax (Rounder/Harmonia Mundi)[3]
- 2007 : Roger Kellaway / pour l’album Heroes (IPO Records)[4]
- 2008 : Harry Allen (en) / pour l’album Hits by Brits (Challenge / Intégral Distribution)[5]
- 2009 : Paris Swing Orchestra & André Villeger / pour l’album Swingin’ Sidney Bechet (Black & Blue)[6]
- 2010 : Echoes of Swing (de) / pour l’album Message from Mars (EOSP)
- 2011 : Guillaume Nouaux / pour l’album Drumset In The Sunset (Autoproduction / Jazztrade-Jazzophile)[7]
- 2012 : Aaron Diehl (en) / pour l’album Live At The Players (CD Baby)[8]
- 2013 : Tuxedo Big Band / pour l’album Lunceford Still Alive ! (Jazz aux Remparts)[9]
- 2014 : Tchavolo Schmitt / pour l’album Mélancolies D’un Soir (Label Ouest)[10]
- 2015 : André Villéger - Philippe Milanta / pour l’album For Duke And Paul (Camille Prod MS062015CD / Socadisc)[11]
- 2016 : Jérôme Etcheberry, Michel Pastre, Louis Mazetier / pour l’album 7:33 Bayonne (Jazz aux Remparts)[12]
- 2017 : Michel Pastre Quintet Featuring Dany Doriz & Ken Peplowski (en) / pour l’album Tribute to Lionel Hampton (Autoproduction)[13]
- 2018 : Les Rois du Fox-Trot / pour l’album Hommage à Duke Ellington (Ahead / Socadisc)[14]
- 2019 : Albert Ammons pour l'album Complete Work, Albert Ammons (1907-1949) Boogie Woogie King ( Cafe Society)[15]
- 2020 : Guillaume Nouaux / pour l'album Guillaume Nouaux & The Stride Piano Kings (Autoproduction)[16]
- 2022 : Dany et Didier Doriz/Michel et César Pastre, Fathers & Sons – The Lionel Hampton/Illinois Jacquet Ceremony (Frémeaux & Associés / Socadisc)[17]